# Histoire du Svalbard

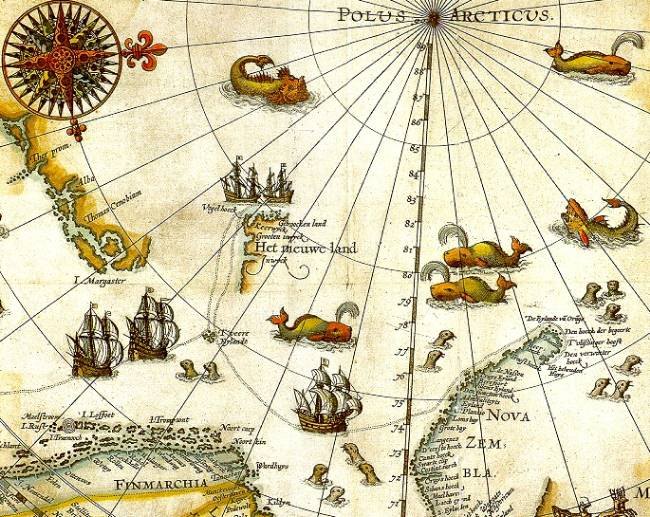
Carte des découvertes de Willem Barentsz, 1599

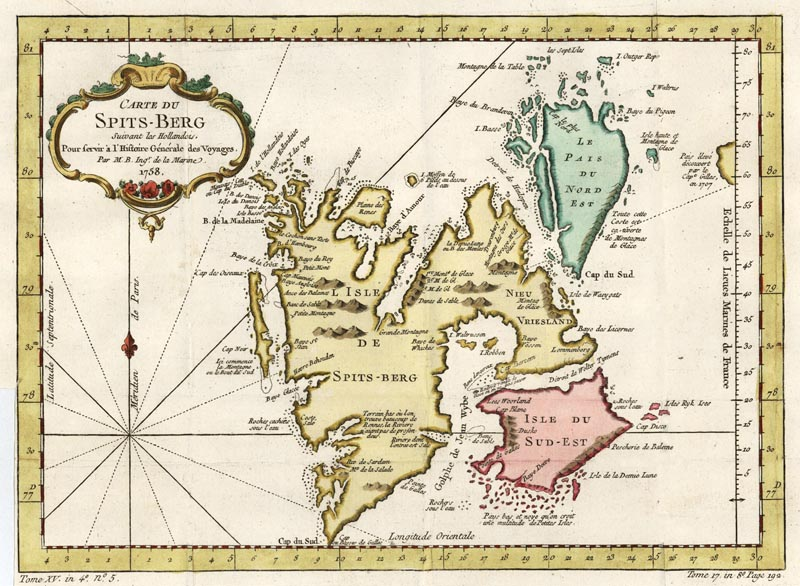
Carte du Svaldbard de 1758

Arctique, 2000

L'histoire du Svalbard est récente, la première découverte européenne attestée datant de 1596.
En 2024, l'archipel, sur un territoire de 61 022 km2, abrite une population légèrement inférieure à 3 000 habitants, majoritairement norvégiens, avec des minoritès russes, ukrainiennes, polonaises.

## Controverses autour de la découverte du Svalbard
Il n'existe pas de preuve concluante et définitive de la première présence humaine au Svalbard. Trois théories s'opposent :
- L'archéologue suédois Hans Christiansson déclare avoir trouvé des silex et des objets en ardoise, qu'il a identifiés comme des outils de l'âge de la pierre datant d'à peu près 3000 av. J.-C., mais il est assez peu soutenu par ses pairs en raison du peu de matériaux trouvés[1].
- Au XIXe siècle, selon les hypothèses d'historiens norvégiens, les marins islandais auraient trouvé  le Svalbard en 1194, s'appuyant sur le fait que le Landnámabók (le livre de la colonisation) retient le terme Svalbarđi désignant une terre à quatre jours de navigation de l'Islande (Langanesbyggð au nord-est de l'île)[2]. Bien que le terme  ait donné le nom moderne de l'archipel, il n'existe aucun consensus scientifique qui appuie l'hypothèse.
- Selon des hypothèses d'historiens russes soviétiques, l'archipel aurait été visité dès le XVe siècle par les Pomors[3], sans aucune preuve concluante[4].

La première découverte incontestable de l'archipel a été réalisée par le navigateur néerlandais Willem Barentsz en 1596.

## La pêche à la baleine
Les îles ont servi de base internationale pour la pêche à la baleine lors des XVIIe et XVIIIe siècles. 
La chasse à la baleine a commencé dès le XVIIe siècle alors que l'Anglais Henry Hudson, au retour d'une de ses voyages, fait remarquer le nombre important de baleines aperçues au cours de sa navigation. 
Les Norvégiens et les Russes, vite suivis par les Hollandais et les Français, se précipitent au « Groenland-Occidental » (nom donné au Svalbard à l'époque). 
Deux cents ans plus tard, on y découvre plus de mille cercueils de marins morts au cours de ces chasses (ce qui donne une idée de l'importance des flottes baleinières).
Les corps grâce au froid étaient entièrement conservés et les vêtements intacts. 
En 1693 a même eu lieu au nord du Svalbard, une bataille navale entre la flotte baleinière hollandaise et quatre frégates françaises, commandées par M. de la Varenne venu pour défendre les droits des baleiniers biscayens. On [Qui ?] estime que les Néerlandais à eux seuls ont tué 60 000 baleines [réf. nécessaire] depuis leur base de Smeerenburg.

## LeXXesiècle

### Les expéditions scientifiques
À la fin du XIXe siècle, et au XXe siècle, les îles du Svalbard servent de base arrière pour des expéditions d'exploration de l'Arctique, par exemple l'Expédition polaire de S. A. Andrée.

### Le charbon
Au début du XXe siècle, des compagnies américaines, anglaises, suédoises, russes et norvégiennes commencèrent l'extraction de charbon.

### Luttes pour la souveraineté du Svalbard

Carte de l'archipel du Svalbard

La souveraineté de la Norvège a été reconnue par le traité concernant le Spitzberg le 9 février 1920 avec une clause qui limitait l'utilisation militaire du territoire et une autre qui tolérait les colonies créées par les autres nations. Cinq ans après, la Norvège contrôle officiellement le territoire. 
Quelques historiens prétendent que la Norvège s'est vu donner la souveraineté du Spitzberg (Svalbard) comme compensation des pertes de sa flotte marchande pendant la Première Guerre mondiale, la flotte marchande norvégienne ayant joué un rôle important en fournissant le Royaume-Uni.

### La seconde guerre mondiale
Le Svalbard fut le théâtre d'une lutte méconnue entre le Troisième Reich et les Alliés pour l'implantation de stations météorologiques lors de la Seconde Guerre mondiale. Une garnison allemande a été expulsée en 1942 par une petite force norvégienne. Les Britanniques firent évacuer les civils de l'archipel et détruisirent les installations minières pour éviter qu'elles puissent servir à l'ennemi. Le 8 septembre 1943, huit cuirassés allemands dont le Tirpitz et le Scharnhorst accompagnés par neuf destroyers rasèrent les villages restants. Les Alliés contre-attaquèrent plus tard et en reprirent le contrôle. Cependant, une équipe d'Allemands resta présente en secret sur une partie inhabitée du Spitzberg pour transmettre des rapports météorologiques. Après la capitulation allemande, ils furent découverts et se rendirent. Ce fut la dernière unité allemande à se rendre lors de cette guerre.
L'étude géologique complète de l'archipel a été réalisée par des équipes de Cambridge et d'autres universités, notamment Oxford, menées principalement par le géologue W. Brian Harland entre les années 1940 et 1980.

## Sources
- ARLOV Thor B., 1994, A short history of Svalbard, Norsk Polar Institut, Oslo
- Pour la chasse à la baleine : La Prodigieuse Histoire des pôles, Paul-Émile Victor